# Lepturus geminatus
Lepturus geminatus är en gräsart som beskrevs av Charles Edward Hubbard. Lepturus geminatus ingår i släktet Lepturus och familjen gräs. Inga underarter finns listade i Catalogue of Life.